# The Other Ones (Popband)
The Other Ones waren eine West-Berliner Band. Der Sänger Alf Klimek, der Bassist Johnny Klimek und die Sängerin Jayney Klimek sind Geschwister und stammen aus Australien. Der Schlagzeuger Uwe Hoffmann ist gebürtiger Berliner. Andreas Schwarz-Ruszczynski (ex-UKW) an der Gitarre und Stephan Gottwald an den Keyboards komplettierten die Gruppe.

## Geschichte
In der zweiten Hälfte der 1980er Jahre erschienen einige Singles und zwei Alben der 1983 gegründeten Band. Die erste Single, All the Love, war 1986 zunächst erfolglos, aber bereits der Nachfolger We Are What We Are stieg 1987 bis auf Platz 53 der US-amerikanischen Billboard Hot 100. Die dritte Single, Holiday, brachte noch im selben Jahr einen vorübergehenden Höhenflug; das Lied wurde zum Sommerhit und belegte Platz vier in Deutschland, Platz 13 in Österreich, Platz 22 in der Schweiz und Platz 29 in den USA. Das zugehörige Album The Other Ones platzierte sich in den deutschen Albumcharts und den Billboard 200. Doch bereits die Nachfolgesingle Stranger floppte.
1988 erschien das zweite Album Learning to Walk, das sich jedoch, ebenso wie die Singleauskopplungen, nicht mehr in den Charts platzieren konnte. Nachdem der Vertrag mit der Plattenfirma nicht verlängert worden war, gingen die Bandmitglieder ab 1990 getrennte Wege.
Am 4. Juni 2010 waren The Other Ones in der RTL-Fernsehsendung Die ultimative Chartshow noch einmal in einem Playback-Auftritt mit Holiday zu sehen.

## Diskografie

### Alben
- 1986: The Other Ones
- 1988: Learning to Walk

### Singles und EPs
- 1986: All the Love
- 1987: We Are What We Are
- 1987: Holiday
- 1987: Stranger
- 1988: Money and Gold
- 1988: Emotional Baby
- 1988: The Other Ones (EP)